# Козлов (фамилия)
Козло́в (женская форма — Козло́ва) — одна из самых распространённых русских фамилий. В списке общерусских фамилий занимает седьмое место. Происходит от старинного нехристианского имени Козёл.
Выяснено, как возникала эта фамилия у бояр, когда дробились разросшиеся древние роды (см. Козловы). В первой половине XV в. Григорий Козёл, сын боярина Морозова, стал родоначальником Козловых, другие Козловы — из рода Беклемишевых: у Игнатия Козла (XVI в.) от первого и четвёртого сына пошли Козловы, а от второго и третьего — Беклемишевы. Позже фамилия Козлов возникала у крестьян от отчества из прозвища Козёл
По подсчётам Б. Унбегауна, в Петербурге 1910 году фамилия Козлов занимала 36-е место по частоте употребления. Пример раннего использования имени или прозвища Козёл: Климко Козёл, крестьянин в г. Демоне (1405). Пример раннего использования отчества от имени Козёл: Ортем Козлов, землевладелец (1495).